# Kawanishi K8K
Kawanishi K8K (Морський навчальний літак початкової підготовки Тип 0) — навчальний літак Імперського флоту Японії періоду 1930-х років.

## Історія створення
У 1937 році командування Імперського флоту Японії оголосило конкурс на розробку навчального гідролітака, який мав замінити Yokosuka K4Y. У конкурсі взяли участь фірми Kawanishi, Nippi та Watanabe, чиї проекти отримали позначення K8K, K8Ni та K8W відповідно. Умови конкурсу обумовлювали використання двигуна Gasuden Jimpu.
Літак фірми Kawanishi — двомісний одностійковий біплан, був оснащений двигуном повітряного охолодження Gasuden Jimpu 2 потужністю 130 к.с. Перший з трьох прототипів піднявся у повітря 8 липня 1938 року. Випробування трьох літаків-конкурентів розпочались у серпні 1938 року.
У випробуваннях всі літаки показали близькі характеристики, але командування флоту у 1940 році вирішило прийняти на озброєння літак фірми Kawanishi, присвоївши йому позначення «Морський навчальний літак початкової підготовки Тип 0» (або K8K1).
Всього було випущено 15 літаків, після чого флот вирішив обмежитись використанням навчального літака Yokosuka K5Y.

### Технічні характеристики
- Екіпаж: 2 чоловік
- Довжина: 8,80 м
- Висота: 3,37 м
- Розмах крил: 9,50 м
- Площа крил: 24,00 м²
- Маса пустого: 719 кг
- Маса спорядженого: 991 кг
- Двигуни: 1 х Gasuden Jimpu 2
- Потужність: 130 к. с.

### Льотні характеристики
- Максимальна швидкість: 185 км/г
- Крейсерська швидкість: 120 км/г
- Дальність польоту: 512 км
- Практична стеля: 3 490 м